# 青島村
青島村（日语：／ Aogashima mura */?），亦會被稱為青之島村，為日本東京都轄下的村，位于伊豆群島南部的青島，轄區也正是青島全域。
村內人口自2015年以後已不足200人，目前是全日本除了為俄羅斯控制南千島群島和因福島第一核電廠事故而疏散的町村外，人口最少的市町村。

## 地理
青岛是座火山岛，島嶼长3.5公里、宽2.5公里，面積5.98平方公里，也是伊豆群島中最南方的一個有人島，距離東京都位於本土的區域超過350公里，距離最近的行政區劃八丈町也有68公里之遠，其緯度已與位於九州的宮崎縣相當。
居民主要居住於青島北名為「岡部」地區的聚落中，在青島南部的破火山口地形內區域則被稱為「池之澤」地區，兩地之間可透過東京都道236號青島循環線經兩座隧道而往返；不過由於青島村並未使用大字或小字的地名，因此全村的地址都是使用「青島村無番地」。

## 歷史
在江戶時期就有伊豆群島其他島嶼的漁民移住至青島，1780年起青島上的火山活動開始趨於活耀，但直到1785年火山開始大規模爆發後，島上居民才開始全面撤離，此期間約造成130至140人的死亡，倖存的約兩百位居民則暫時遷至八丈島，使得青島一度成為無人島；此後在1794年開始陸續有島民嘗試回到青島居住，但由於島上港口、道路、住所、耕地皆須重建，同時又遭遇嚴重鼠害，直到1817年佐佐木次郎太夫才成功的帶領部分島民返回青島居住，最終在1824年大部分在八丈島避難的島民也都回到了青島。1835年江戶幕府在青島完成檢地，並於1839年恢復對青島徵收賦稅，此時島上居民有241人，包括男133人、女108人。
1940年4月1日，日本政府在青島實施町村制，設立青島村，隸屬東京都八丈支廳管轄，但在二次大戰結束後，青島為盟軍控制，此後一度於1946年1月29日在駐日盟軍總司令的訓令下，和伊豆群島一起從日本的行政管轄中脫離，由盟軍直接管理，不過此措施僅維持不到兩個月，在3月22日日本即恢復對青島的行政管理權。1974年6月28日制定村章。

### 人口
自19世紀末以來的紀錄中，青島上人口最多時曾達到754人，在1940年設立青島村時的人口數也有407人。
目前村內居民以從事包括公務、觀光在內的服務產業為主。
| 青島村人口變化 \| 1970年 \| 234人 \| \| \| 1975年 \| 205人 \| \| \| 1980年 \| 192人 \| \| \| 1985年 \| 225人 \| \| \| 1990年 \| 203人 \| \| \| 1995年 \| 237人 \| \| \| 2000年 \| 203人 \| \| \| 2005年 \| 214人 \| \| \| 2010年 \| 201人 \| \| \| 2015年 \| 178人 \| \| \| 2020年 \| 169人 \| \| |       |  |
| 資料來源：日本總務省統計中心提供之人口普查數據 |       |  |
| 1970年 | 234人 |  |
| 1975年 | 205人 |  |
| 1980年 | 192人 |  |
| 1985年 | 225人 |  |
| 1990年 | 203人 |  |
| 1995年 | 237人 |  |
| 2000年 | 203人 |  |
| 2005年 | 214人 |  |
| 2010年 | 201人 |  |
| 2015年 | 178人 |  |
| 2020年 | 169人 |  |

### 選舉
過去在青島村成立之前，青島上並未設立投票點，因此居民必須乘船到位於68公里外的八丈島方能投票，在1932年的第18屆眾議院議員總選舉中，青島的居民只有一個人參與投票，直到1940年的東京府議會選舉，才首次在青島村設置了一個投票站，因此在此次的投票，79名選民中有60人參與投票。
二次大戰後的1945年到1956年期間，青島村仍然因為位置偏遠，未建立與日本本土即時通信的方式，而無法參加日本全國和東京都的選舉，直到1956年5月21日當地的無線電話線路開通後，當年青島村的居民才首次參與了第4屆日本參議院議員通常選舉的投票。

## 行政

### 歷任村長
| 屆         | 任        | 姓名       | 上任日期      | 卸任日期                                       | 備註                       |
| 官派村長   | 官派村長  | 官派村長   | 官派村長      | 官派村長                                       | 官派村長                   |
| ---------- | --------- | ---------- | ------------- | ---------------------------------------------- | -------------------------- |
|            |           | 不詳       |               |                                                |                            |
|            |           | 奧山治     | 1946年3月     | 1947年5月                                      | [ 15 ]                     |
| 民選村長   |           |            |               |                                                |                            |
| 1          |           | 不詳       | 1947年        | 1951年                                         |                            |
| 2          |           | 不詳       | 1951年        | 1955年                                         |                            |
| 3          |           | 不詳       | 1955年        | 1959年                                         |                            |
| 4          |           | 不詳       | 1959年        | 1963年                                         |                            |
| 5          |           | 奧山治     | 1963年6月     | 1967年6月                                      | [ 15 ]                     |
| 6          | 1967年6月 | 奧山治     | 1971年6月     |                                                |                            |
| 7          | 1971年6月 | 奧山治     | 1975年6月     |                                                |                            |
| 8          | 1975年6月 | 奧山治     | 1979年6月     |                                                |                            |
| 9          |           | 山田常道   | 1979年6月     | 1983年6月                                      | [ 16 ]                     |
| 10         | 1983年6月 | 山田常道   | 1985年        | 於任內辭職                                     |                            |
| 11         |           | 佐佐木一郎 | 1985年9月     | 1989年9月                                      |                            |
| 12         |           | 佐佐木宏   | 1989年9月     | 1993年9月                                      | 於選舉中擊敗原任村長當選。 |
| 13         | 1993年9月 | 佐佐木宏   | 1999年9月     |                                                |                            |
| 14         | 1999年9月 | 佐佐木宏   | 2001年9月     |                                                |                            |
| 15         |           | 菊池利光   | 2001年9月     | 2005年9月                                      | 於選舉中擊敗原任村長當選。 |
| 16         | 2005年9月 | 菊池利光   | 2009年9月     |                                                |                            |
| 17         | 2009年9月 | 菊池利光   | 2013年9月     |                                                |                            |
| 18         | 2013年9月 | 菊池利光   | 2017年9月     |                                                |                            |
| 19         | 2017年9月 | 菊池利光   | 2018年12月    | 因村公所職員涉入弊案而辭職。                   |                            |
| 20         | 2019年1月 | 菊池利光   | 2021年9月     | 辭職後重新投入選舉並當選，依法繼續完成原任期。 |                            |
| 21         |           | 立川佳夫   | 2021年10月1日 | 現任                                           | 於選舉中擊敗原任村長當選。 |
| 參考資料： |           |            |               |                                                |                            |

## 公共設施

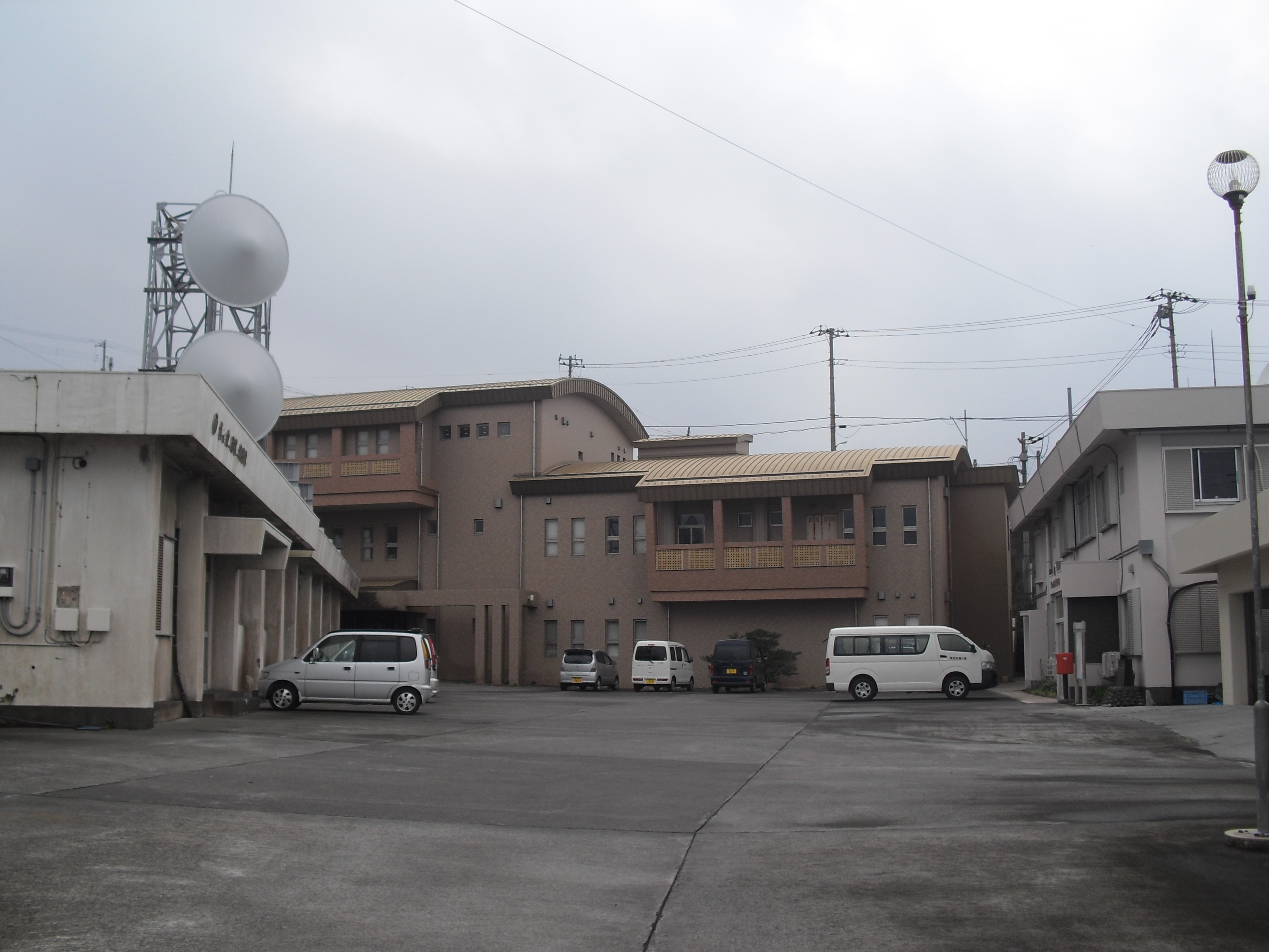
青島村公所（右）、歡迎中心（中）及圖書館（左）

青島的電力仰賴東京電力設立的青島火力發電廠，民生用水則是仰賴向澤取水場所收集到的雨水。
全村僅有青島村立青島小中學校一所學校，居民雖少但仍在村公所旁設有青島村立圖書館，也在村公所旁的「歡迎中心」內則設有島上僅有的診療所、保健中心及青島村保育所。
警視廳的八丈島警察署在此也設有青島駐在所。

## 觀光資源
國際環保組織一個綠色星球在2014年發表了《在死前你應該看到的13個驚人的自然奇觀》中，將青島的火山地形列入其中，此篇文章為青島村帶來的大量來自海外的觀光客，島上的破火山口地形、夜晚的星空等自然景觀都成為了吸引觀光客的景點。
在2019年時約有近1,400名觀光客來到島上，島上共有六家民宿及一個露營場，最多可容納126名旅客。

## 聯外交通
青島村目前無直接往返日本本土的交通方式，前往青島村皆須經由八丈島，從八丈島前往青島村主要仰賴東海汽船旗下伊豆群島開發公司所經營的定期渡輪，乘船約需兩個半小時，每周約有四至五班的往返航次。
全日本唯一完全採用直昇機作為運送機種的東邦航空也有開設自八丈島往返青島村的航線，搭乘直升機前往僅需約二十分鐘，但每天僅有一航次的往返。

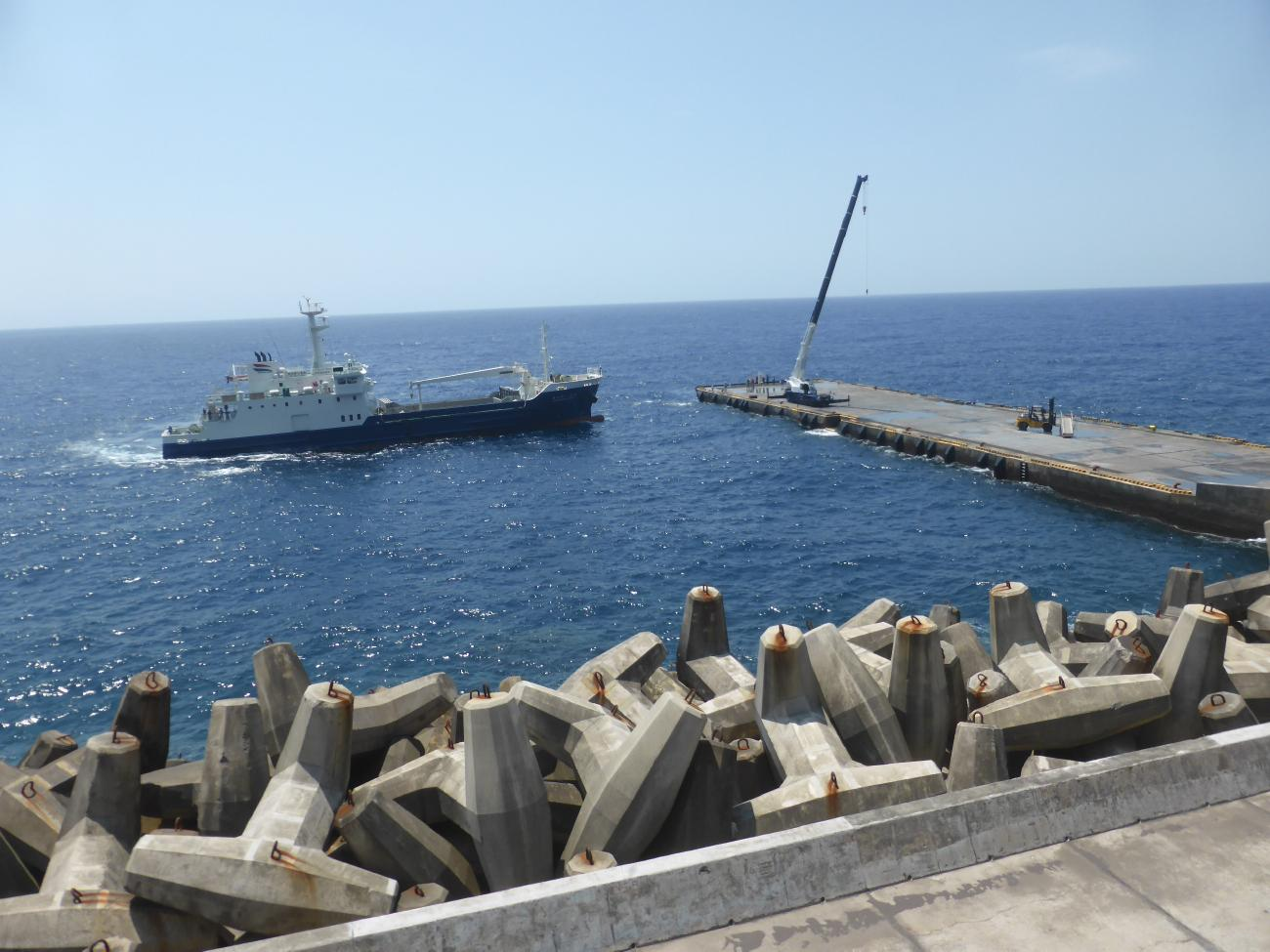
正在駛入青島三寶港的渡輪
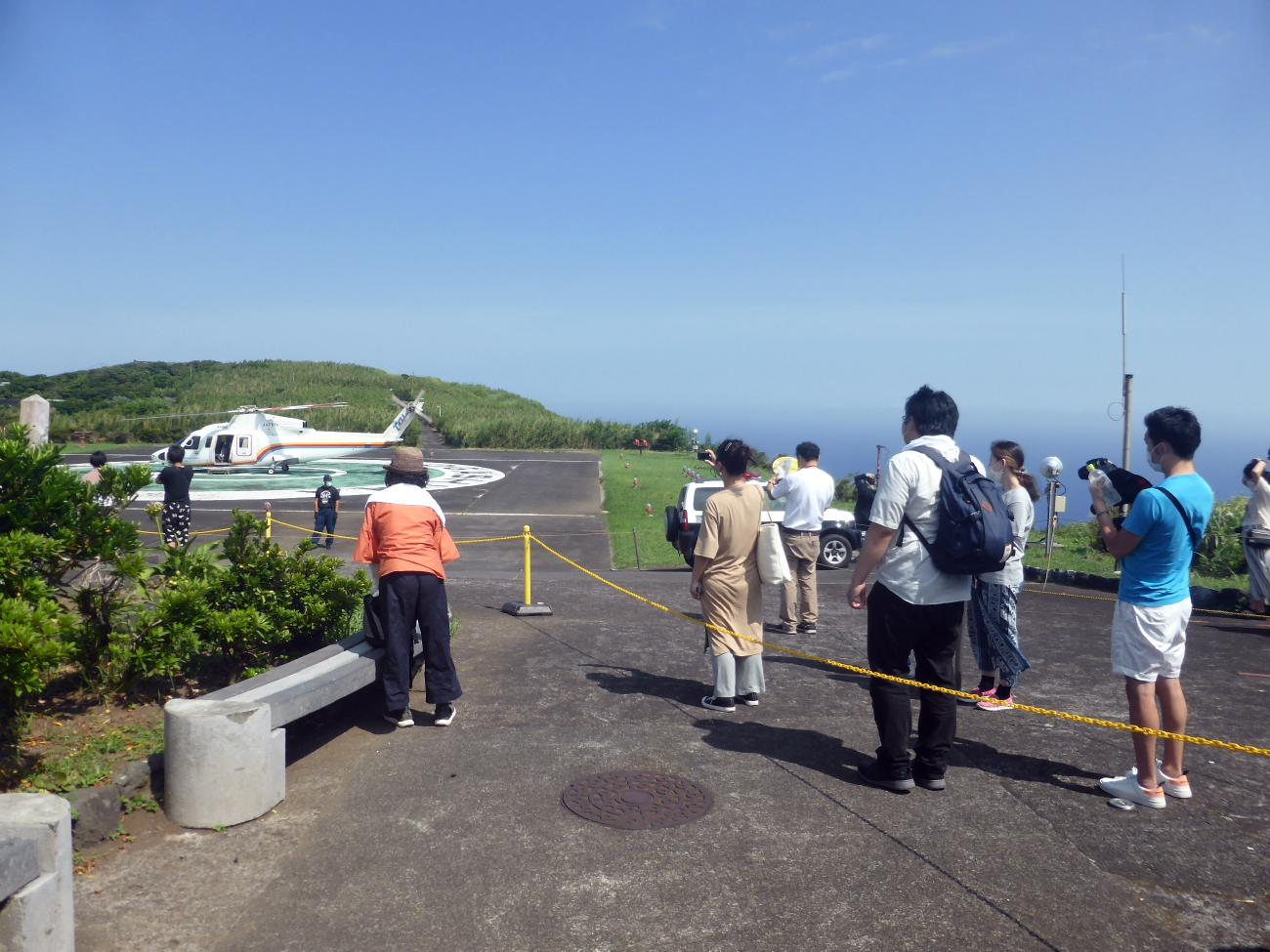
青島村的直升機搭乘處

## 外部連結
- （日語） 青島村的X（前Twitter）